# Stephen Kim Sou-hwan
Stephen Kim Sou-hwan (Daegu, 8 maggio 1922 – Seul, 16 febbraio 2009) è stato un cardinale e arcivescovo cattolico sudcoreano.

## Biografia
Nel 1966 fu nominato vescovo di Masan.
Dal 9 aprile 1968 al 3 aprile 1998 fu arcivescovo di Seul.
Papa Paolo VI lo innalzò alla dignità cardinalizia nel concistoro del 28 aprile 1969. Fu il primo vescovo coreano a ricoprire questo alto incarico nell'ambito della Chiesa.
Ricoprì la carica, prettamente onorifica, di protopresbitero, essendo stato il cardinale del suo ordine più anziano di nomina all'interno del collegio cardinalizio.
Si spense a Seul alle 6.12 del 16 febbraio 2009, all'età di 86 anni. Gli successe in qualità di protopresbitero di Santa Romana Chiesa il cardinale Eugênio de Araújo Sales. È sepolto nel cimitero presbiterale cattolico di Yongin.

## Genealogia episcopale e successione apostolica
La genealogia episcopale è:
- Cardinale Scipione Rebiba
- Cardinale Giulio Antonio Santori
- Cardinale Girolamo Bernerio, O.P.
- Arcivescovo Galeazzo Sanvitale
- Cardinale Ludovico Ludovisi
- Cardinale Luigi Caetani
- Cardinale Ulderico Carpegna
- Cardinale Paluzzo Paluzzi Altieri degli Albertoni
- Papa Benedetto XIII
- Papa Benedetto XIV
- Papa Clemente XIII
- Cardinale Marcantonio Colonna
- Cardinale Giacinto Sigismondo Gerdil, B.
- Cardinale Giulio Maria della Somaglia
- Cardinale Carlo Odescalchi, S.I.
- Cardinale Costantino Patrizi Naro
- Cardinale Lucido Maria Parocchi
- Papa Pio X
- Cardinale Gaetano De Lai
- Cardinale Raffaele Carlo Rossi, O.C.D.
- Cardinale Amleto Giovanni Cicognani
- Arcivescovo Antonio del Giudice
- Cardinale Stephen Kim Sou-hwan

La successione apostolica è:
- Vescovo René Marie Albert Dupont, M.E.P. (1969)
- Vescovo Augustine Kim Jae Deok (1973)
- Vescovo Joseph Kyeong Kap-ryong (1977)
- Vescovo Paul Kim Ok-kyun (1985)
- Vescovo Peter Kang U-il (1986)
- Vescovo Augustine Cheong Myong-jo (1990)
- Vescovo Vincent Ri Pyung-ho (1990)
- Arcivescovo Andreas Choi Chang-mou (1994)
- Vescovo Alexander Sye Cheong-duk (1994)
- Vescovo John of the Cross Chang-yik (1994)
- Vescovo Peter Lee Ki-heon (1999)
- Vescovo Francis Xavier Ahn Myong-ok (2001)
- Arcivescovo John Choi Young-su (2001)
- Vescovo John Chrisostom Kwon Hyok-ju (2001)